# رزمارکت
رزمارکت (به انگلیسی: Rosemarket) یک منطقهٔ مسکونی در بریتانیا است که در Pembrokeshire واقع شده‌است. رزمارکت ۶۱۳ نفر جمعیت دارد.